# 힐 인 코리아
힐 인 코리아(A Hill in Korea)는 영국에서 제작된 줄리안 아메스 감독의 1956년 전쟁 영화이다. 조지 베이커 등이 주연으로 출연하였고 안소니 스퀴어 등이 제작에 참여하였다. 알려진 다른 제목은 헬 인 코리아(A Hell In Korea)이다.

## 출연

### 주연
- 조지 베이커
- 해리 앤드류즈
- 스탠리 베이커
- 로널드 루이스

### 조연
- 해리 랜디스
- 펄시 허버트
- 빅터 매던
- 마이클 메드윈

## 제작진
- 원작자: 맥스 카토
- 미술: 세드릭 도우